# Megametopon grisolaria
Megametopon grisolaria là một loài bướm đêm trong họ Geometridae.